# Borda Réka
Borda Réka Dorina (Szeged, 1992. szeptember 15. –) magyar költő, író, műfordító.

## Élete
Szülővárosában az SZTE Ságvári Endre Gyakorló Gimnáziumban (ma SZTE Báthory István Gyakorló Gimnázium és Általános Iskola) érettségizett. Az Eötvös Loránd Tudományegyetem francia szakán, illetve a Moholy-Nagy Művészeti Egyetem design- és művészetelmélet szakán szerezte BA-, míg designelmélet szakon mesterszakos diplomáját.
Irodalmi pályafutását a Műút Szöveggyárban kezdte 2010-ben. A Gömbhalmaz irodalmi csoport volt tagja. A Búspoéták blog rajzolója és kitalálója.
Első kötete (Hoax) 2017-ben jelent meg a Scolar L!ve sorozatban. 2018-ban megkapta a Babits Mihály műfordítói ösztöndíjat Warsan Shire pamfletjének lefordításáért.
A József Attila Kör volt elnökségi tagja, a Műút folyóirat volt versszerkesztője, a Fiatal Írók Szövetsége és a Szépírók Társasága tagja.
2016–2018 között a Műút Szöveggyár, 2018 óta a Kóspallagi Írótanya mentora, amelyet 15-20 éves feltörekvő alkotók számára szerveznek.
2021-ben a PEN Català által meghirdetett első nemzetközi oloti Faberlull, 2023-ban a Fondation Jan Michalski irodalmi residency programjában képviselte Magyarországot.
2021-től a Petri György-díj jelölőbizottságának tagja.

## Művei

### Önálló kötetek
- Égig érő csalán, Scolar, Budapest, 2022. ISBN 9789635094622
- Hoax, Scolar, Budapest, 2017. ISBN 9789632448220[7]

### Antológiák
- Pontban este hétkor, Telex, 2023
- Lehetnék bárki, Tilos az Á Könyvek, 2020
- Mind túl vagyunk a határon, Szépírók Társasága, 2019
- Dies wird die Hypnose des Jahrhunderts, 2019
- Szép versek, Magvető, 2018
- InstaVers, Athenaeum, 2016
- R25, Prae.hu, 2015

## Díjak, ösztöndíjak
- Junior Szépíró-díj, 2023
- Margó-díj, 2022 (shortlist)
- Horváth Péter irodalmi ösztöndíj, 2022 (jelölés)
- Írók Boltja Könyvösztöndíj, 2022 (shortlist)
- Babits Mihály műfordítói ösztöndíj, 2018
- Petri György-díj, 2017 (jelölés)